# Ранци (Савона)
Ранци је насеље у Италији у округу Савона, региону Лигурија.
Према процени из 2011. у насељу је живело 306 становника. Насеље се налази на надморској висини од 177 м.